# خنفساء البرغوث
خنافس البرغوث أو نطاطة (الاسم العلمي: Alticini)، مجموعة خنافس صغيرة أبازة (قافزة) من فصيلة خنافس الأوراق، وهي تشكل قبيلة Alticini التي تنتمي إلى فُصيلة الغلروقية. تاريخيًا تم تصنيف خنافس البراغيث على أنها فُصيلة خاصة.